# Резерва-ду-Игуасу
Резерва-ду-Игуасу (порт. Reserva do Iguaçu) — муниципалитет в Бразилии, входит в штат Парана. Составная часть мезорегиона Юго-центральная часть штата Парана. Входит в экономико-статистический микрорегион Гуарапуава. Население составляет 7197 человек на 2006 год. Занимает площадь 834,232 км². Плотность населения — 8,6 чел./км².
Праздник города — 4 сентября.

## История
Город основан в 1997 году.

## Статистика
- Валовой внутренний продукт на 2003 год составляет 66 245 457,00 реалов (данные: Бразильский институт географии и статистики).
- Валовой внутренний продукт на душу населения на 2003 год составляет 9519,39 реалов (данные: Бразильский институт географии и статистики).
- Индекс развития человеческого потенциала на 2000 год составляет 0,726 (данные: Программа развития ООН).

## География
Климат местности: субтропический.